# 舞会之后
《舞会之后》（По́сле ба́ла）是俄国作家列夫·托尔斯泰的短篇小说。小说于1903年撰写，1911年托尔斯泰死后出版。

## 背景
小说原题「父与女」（Дочь и отец）。托尔斯泰之后又将之易名「你们说」（А вы говорите），最终才敲定标题「舞会之后」。
托尔斯泰称，《舞会之后》改编自其兄谢尔盖的一系列故事。谢尔盖喜欢上了军官安德烈·彼得罗维奇·科里什的女儿瓦尔瓦拉·安德烈·科里莎。但一日见到军官指挥手下殴打逃兵后，谢尔盖的爱意便迅速消散了。
如同托尔斯泰早期作品《童年》中的手套和《青年》中的靴子，作者在《舞会之后》中再次沿用了取材自本人生活的公式。此外，《舞会之后》和托尔斯泰1869年小说《战争与和平》亦颇为类似；除角色和场景相似外，亦同样涉及了统治、爱情、失落、背叛等主题。具体而言，上校让人想起《战争与和平》中的尼古拉·罗斯托夫，而舞会亦使人想到《戰爭與和平》小说开场的晚会。